# Super Mario Bros. Deluxe
Super Mario Bros. Deluxe (soms ook Super Mario DX of SMBDX) is een platformspel dat werd ontwikkeld en uitgegeven door Nintendo. Het computerspel kwam uit op 1 mei 1999 in Noord-Amerika, op 10 juni 1999 in Europa, en op 1 maart 2000 in Japan.
Het spel is een remake van het originele, uit 1985 stammende spel voor de Famicom/NES, Super Mario Bros.. Het spel lijkt veel op de originele NES-versie, en voegt extra uitdagingen toe, een versus spelstand, plaatjes, een album en een speelgoeddoos. Ook bevat dit spel inhoud van Super Mario Bros.: The Lost Levels, maar deze moet worden vrijgespeeld.

## Heruitgave
In 2014 bracht Nintendo Super Mario Bros. Deluxe opnieuw uit als downloadbaar spel voor de Nintendo 3DS. 3DS-bezitters die eind januari 2014 een Nintendo Network ID aan hun 3DS-systeem hadden gekoppeld, kregen van Nintendo een gratis downloadcode.